# Danu (hindoeïsme)

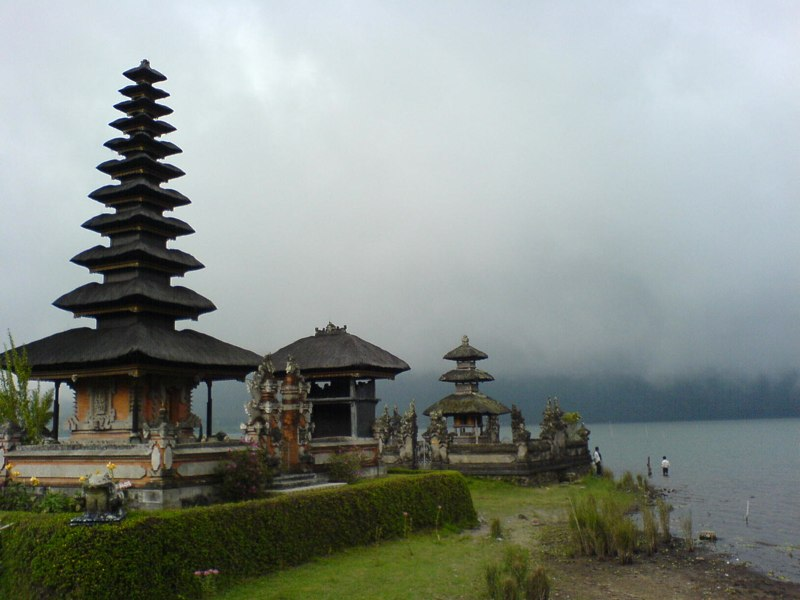
Tempel bij Bahtran-meer

In het hindoeïsme is Danu de primordiale godin van de wateren, die bij de creatie ervan aanwezig was. Ze wordt geassocieerd met de koe. Danu wordt beschreven in de veda's, waarin ze de moeder van de demon Vritra (die na een gevecht wordt verslagen door Indra) wordt genoemd. Indra is ook haar moordenaar. De legende dateert waarschijnlijk van tussen de 16e eeuw v.Chr. en de 14e eeuw v.Chr.
In het latere hindoeïsme wordt ze de dochter van Daksha en de gemalin van Kasyapa genoemd.
Op Bali zijn twee tempels gewijd aan deze godin; de Pura Ulun Danu Bratan-tempel in het kratermeer van de Bratanvulkaan en de Pura Ulun Danu Batur tempel in de buurt van Penelokan.